# Medaglia di Sigismondo Pandolfo Malatesta e Castel Sismondo

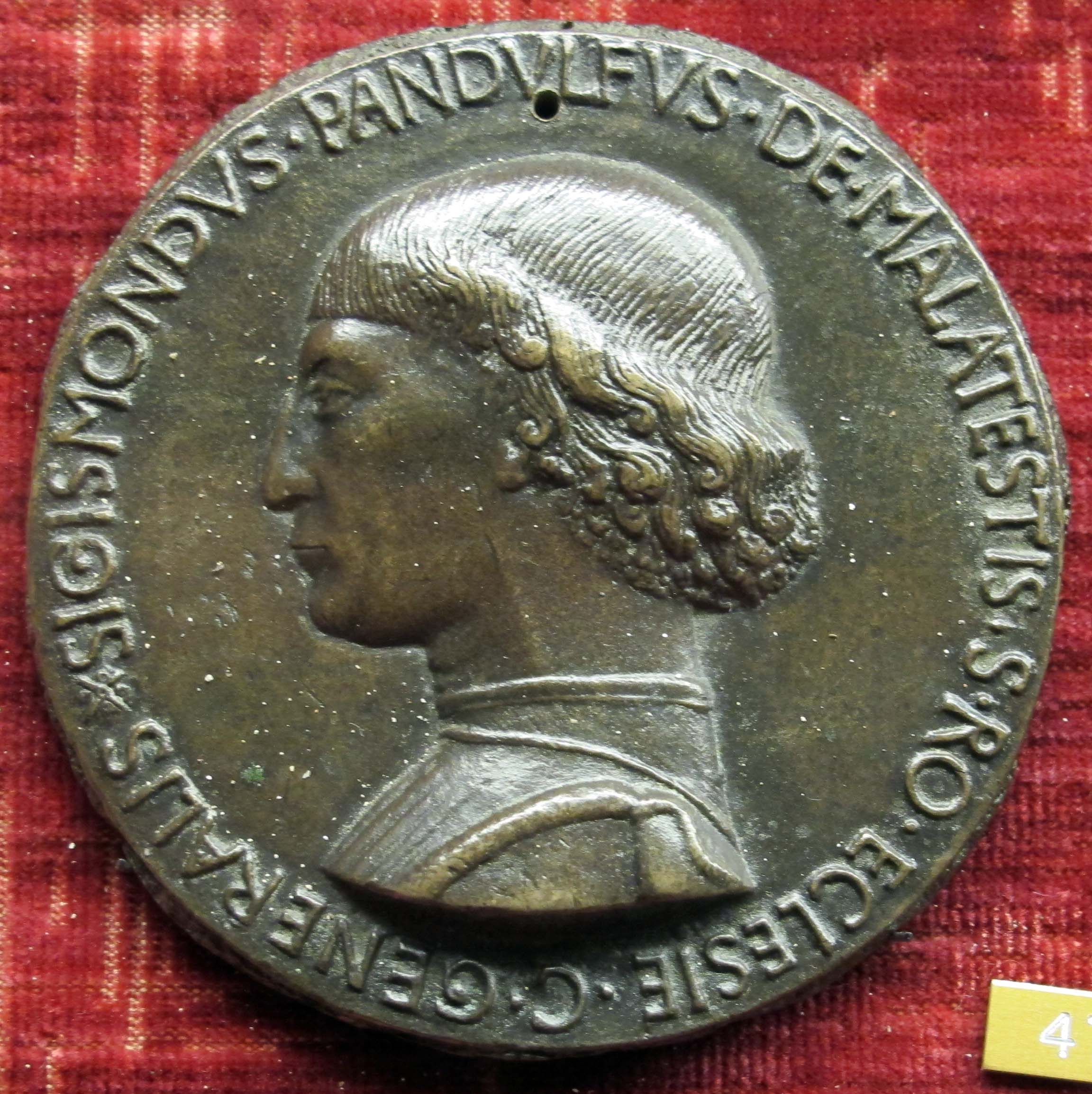
La versione con la "O"

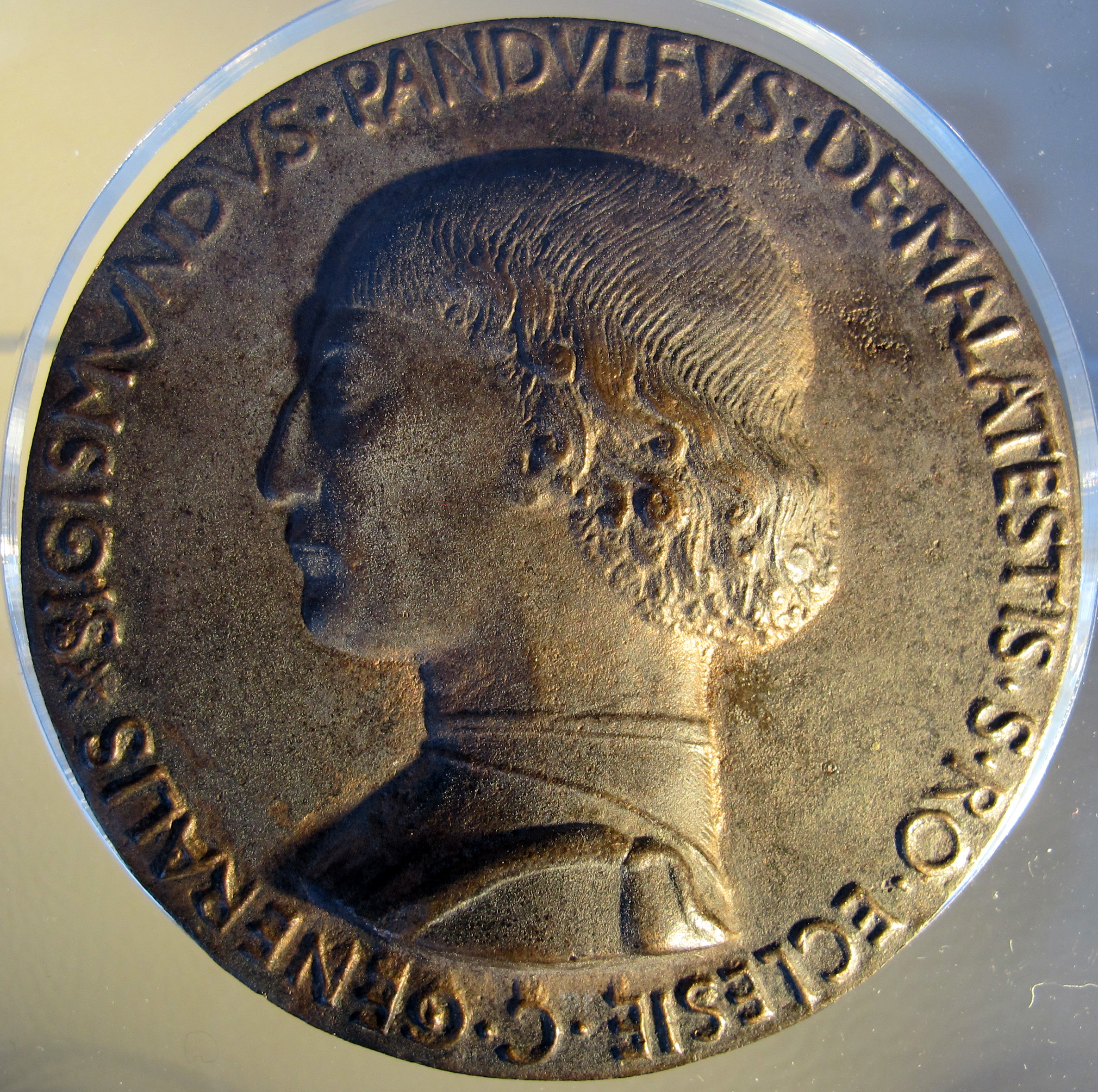
La versione con la "V"

La medaglia di Sigismondo Pandolfo Malatesta e Castel Sismondo fu realizzata in bronzo fuso da Matteo de' Pasti nel 1446 e misura 8,2 cm di diametro. Esistono almeno quattro versioni diverse della medaglia.

## Storia
Nel 1445 lavorava per la corte di Rimini Pisanello, che fece due medaglie a Sigismondo Pandolfo Malatesta e una a suo fratello Domenico Novello. Il suo collaboratore Matteo de' Pasti, veronese come lui, rimase poi alla corte malatestiana dove fece due serie di medaglie, una per Sigismondo Pandolfo e una per la sua amante Isotta degli Atti, quasi tutte datate al 1446.
Per Sigismondo si conoscono sette medaglie con verso diverso, mentre il recto ripropone fondamentalmente lo stesso ritratto, con qualche variazione, e con iscrizioni e impaginazione dell'immagine variabile. Di ciascuna di queste medaglie esistono poi fino a quattro varianti. Non è chiaro l'ordine della serie, né perché il medaglista approntasse così tante varianti, a differenza ad esempio del suo maestro Pisanello. Sicuramente Pisanello lavorò per diversi committenti e diverse corti, mentre Matteo de' Pasti fu artista residente per il signore di Rimini, quindi con maggior tempo a disposizione per accontentare modifiche e aggiustamenti.
La più grande e più nota medaglia creata per Sigismondo Pandolfo è quella con Castel Sismondo sul verso, della quale esistono ben quattro varianti. La più antica è probabilmente quella col busto che lambisce il bordo inferiore e l'iscrizione "PAN • F" ("figlio di Pandolfo", alla quale potrebbe seguire quella con l'iscrizione "Capitanevs", la più rara della serie. Dovettero poi seguire le due versioni con la scritta tutto intorno con "Ec[c]lesie G Generalis": la prima riportava il nome del sovrano "Sigismondvs" e una rosetta sul verso; nella seconda il nome era stato corretto in "Sigismvndvs", sia sul recto che sul verso, dove si trovano solo puntini triangolari. Nonostante l'apparente correzione dell'errore, la prima versione è meno rara della seconda, a dimostrare che comunque la tiratura con l'errore non fu distrutta.
La correzione dell'errore permette di dividere le medaglie di Sigismondo in due tronconi: con la "O" sono la medaglia col cimiero, con lo scudo, con la Fortuna e una versione col Castello; con la "V" ("u") sono la Fortezza, il braccio con palma e le restanti versioni del Castello. Chiude la serie la medaglia del Tempio malatestiano, del 1450.
Il castello era stato fatto ricostruire nel 1438 e terminato proprio nel 1446.

## Descrizione
Il ritratto sul verso, di profilo come in una moneta romana, è esemplificato su quello che fece Pisanello, sebbene dal modellato leggermente migliore. Nella prima versione la scritta recita "SIGISMONDVS • PANDVLFVS • MALATESTA • PAN • F " e non riporta titoli, ma allude semplicemente alla sua discendenza da Pandolfo II Malatesta. Il recto ha invece "CASTELLVM SISMONDVM ARIMINENSE • M • CCCC • XLVI *" con la rosetta.
La seconda versione "SIGISMONDVS PANDVLFVS DE MALATESTIS S RO ECLESIE C GENERALIS" e "CASTELLVM SISMVNDVM ARIMINENSE M CCCC XLVI".
La terza "SIGISMONDVS • PANDVLFVS • DE • MALATESTIS • S • RO • ECLESIE • C • GENERALIS *" (sul verso "CASTELLVM SISMONDVM ARIMINENSE • M • CCCC • XLVI *" con rosetta), poi corretto come "SIGISMVNDVS PANDVLFVS DE MALATESTIS S RO ECLESIE C GENERALIS" (sul verso "CASTELLVM SISMVNDVM ARIMINENSE M CCCC XLVI" tra puntini triangolari).
Il retro mostra una veduta di Castel Sismondo che occupa lo spazio tondeggiante. Si tratta di un tentativo un po' maldestro di creare una prospettiva a volo d'uccello, dalla riuscita non pienamente convincente e che si appiattisce nel tondo della medaglia. Ben diversa, per quanto ispirata probabilmente alla stessa medaglia, fu la veduta del castello in un oblò nell'affresco di Sigismondo Pandolfo Malatesta in preghiera davanti a san Sigismondo, fatta da Piero della Francesca nel 1451.

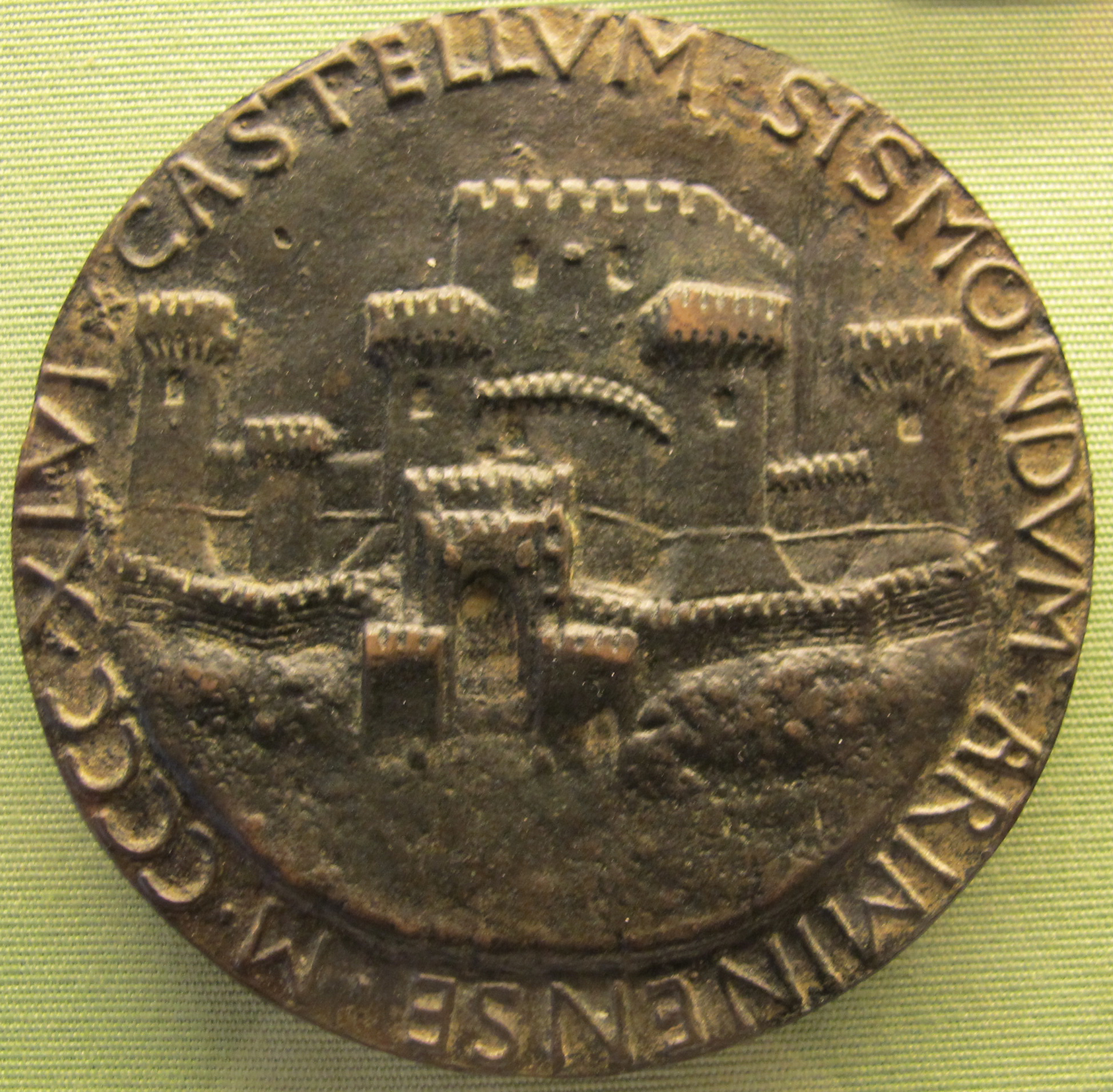
Verso con la rosetta
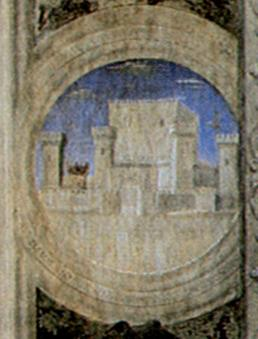
La veduta di Piero della Francesca